# Kal (Ermland-Mazurië)
Kal (Duits: Kehlen) is een plaats in het Poolse district  Węgorzewski, woiwodschap Ermland-Mazurië. De plaats maakt deel uit van de gemeente Węgorzewo en telt 150 inwoners.

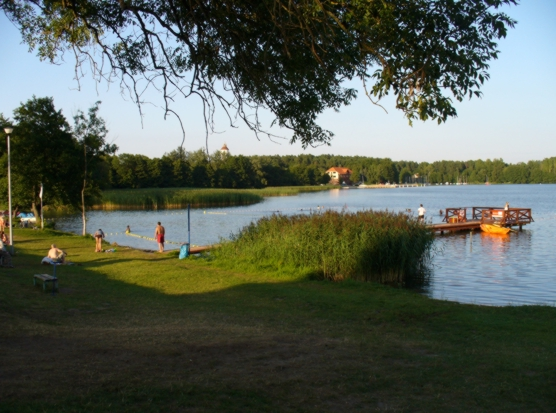
Kal